# Live at Mezzrow (Denny-Zeitlin-Album)
Live at Mezzrow ist ein Jazzalbum von Denny Zeitlin mit Buster Williams und Matt Wilson. Die am 3. und 4. Mai 2019 im New Yorker Mezzrow Jazz Club entstandenen Aufnahmen erschienen am 12. Juni 2020 auf Sunnyside Records. Es ist das fünfte Album dieses Trios.

## Hintergrund
Der Pianist Denny Zeitlin stellte dieses Ensemble ursprünglich 2001 zusammen, als er gebeten wurde, beim San Francisco Jazz Festival eine Trio-Performance zu präsentieren. Der Bassist Buster Williams, der 1997 zusammen mit Zeitlin ein Album (As Long As There’s Music) aufgenommen hatte, war eine natürliche Wahl. Das Schlagzeug sollte Al Foster spielen, aber als dieser sich als nicht verfügbar erwies, entdeckte Zeitlin schließlich Matt Wilson.
Live at Mezzrow ist ein Livemitschnitt, der Zeitlins langjähriges akustisches Trio mit Buster Williams und Matt Wilson präsentiert. Seit dem ersten Treffen im Jahr 2001 trifft sich Denny Zeitlins Trio regelmäßig zu Auftritten und Aufnahmen. 2009 erschien In Concert, gefolgt von Stairway to the Stars  (2014) und Wishing on the Moon (2015). Live at Mezzrow ebenfalls ein Clubauftritt wie das Vorgängeralbum des Trios, hat weitgehend die gleiche Mischung aus Standards und Originalkompositionen, die Zeitlin im Laufe der Jahre komponiert hat.

## Titelliste
- Denny Zeitlin Featuring Buster Williams & Matt Wilson: Live at Mezzrow (Sunnyside Communications SSC 1582)[3]

1. The Man I Love (George Gershwin) 11:43
2. Echo of a Kiss (Denny Zeitlin) 7:22
3. I Mean You (Thelonious Monk) 7:39
4. The Star-Crossed Lovers (Billy Strayhorn) 7:40
5. 10 Bar Tune  (Denny Zeitlin) 6:09
6. Dancing in the Dark (Arthur Schwartz) 8:20
7. Isfahan (Billy Strayhorn) 6:17
8. Intimacy of the Blues (Billy Strayhorn) 4:31
9. Paraphernalia (Wayne Shorter) 12:12

## Rezeption
Nach Ansicht von S. Victor Aaron (Something Else!) war Denny Zeitlins Trio „von ruhigen Momenten bis zu ungehemmten Blitzen“ an diesem Frühlingsabend im Mezzrow Jazz Club in besonders guter Form. Der Jazzpianist Denny Zeitlin, der noch 56 Jahre nach seinen ersten Aufnahmen immer noch beeindruckend sei, setze sein rasantes Aufnahmetempo mit einem weiteren Album fort, das sich mit einer seiner vielen faszinierenden Seiten befasst. Die von Zeitlin verfassten Stücke wie „Echo of a Kiss“ hätten die melodische Fließfähigkeit der Klassiker aus der Mitte des Jahrhunderts, und die geschmeidige Unterstützung aus der Rhythmusgruppe verstärke nur deren Attraktivität. Sein „10 Bar Tune“ wird zu einem guten Feature für Williams, der mit Präzision und in seinen Soli mit Geläufigkeit swingt.

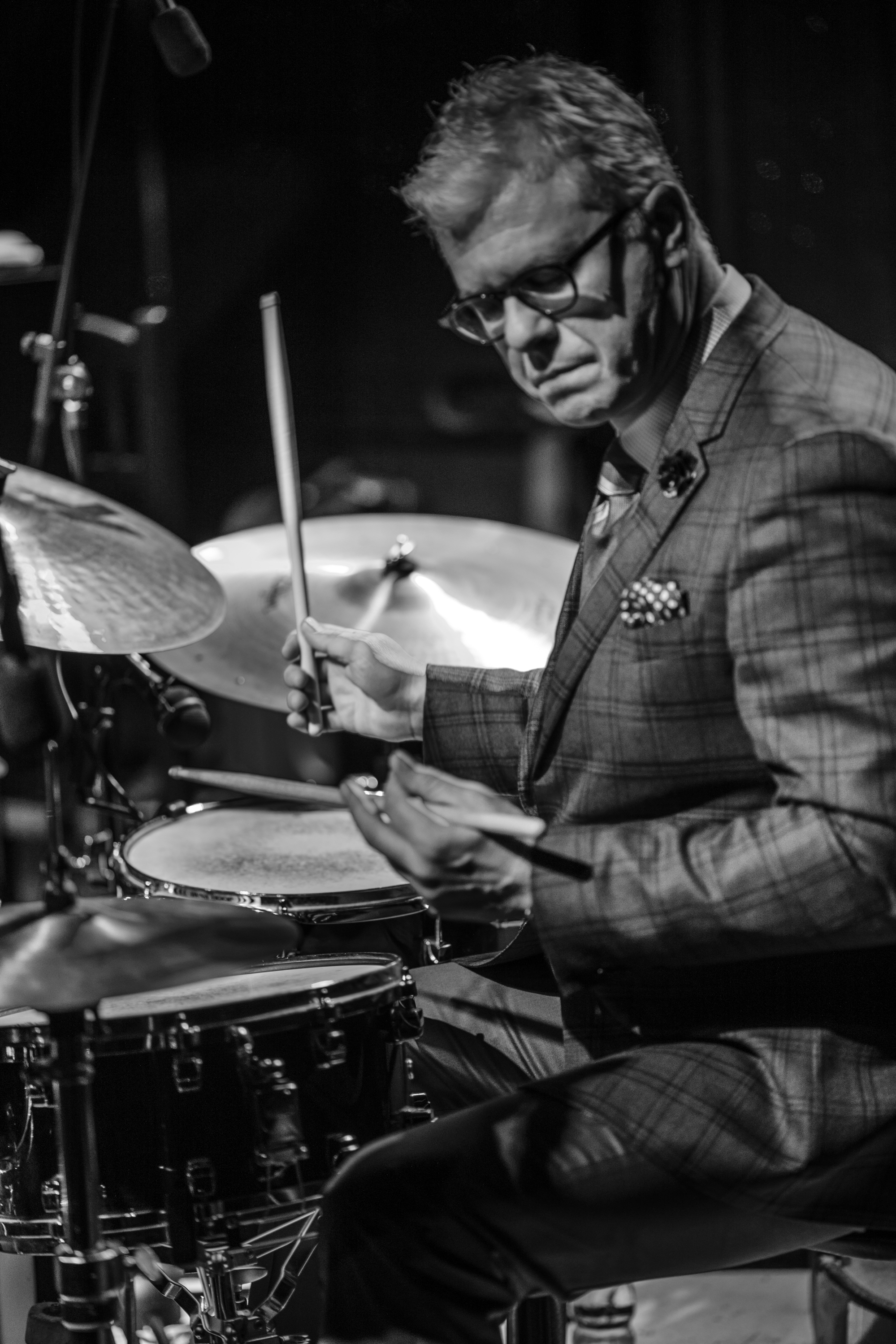
Matt Wilson

Will Layman schrieb in Pop Matters, Zeitlins pianistische Spielhaltung passe perfekt zu dem intimen Jazzclub Mezzrow; ambitioniert, aber genau in der modernen Tradition, mit Feinheiten in den Harmonien, den Gegenmelodien, den Voicings und dem rhythmischen Zusammenspiel, die von einem intimen Klangraum profitierten. Der Mezzrow sei ein Ort, an dem das Publikum sorgfältig zuhöre. Live at Mezzrow demonstriere die Beständigkeit der Spieler dieser Generation, eine Gruppe, die nach der Bebop-Revolution der 1940er-Jahre erwachsen wurde und ihre Gewohnheiten entwickelt hatte, bevor freies Improvisieren Anfang der 1970er-Jahre üblich wurde. Musiker wie Zeitlin und Williams können in alle Richtungen gehen, zurück in die Swing-Ära, in der Post-Bop-Komplexität üppig progressiv oder frei improvisieren, ohne durch Akkordmuster eingeschränkt zu sein. Und obwohl sich Live at Mezzrow als altmodisches Klaviertrio-Date tarne, finde man all diese Vielseitigkeit hier. Matt Wilson, eine Generation jünger, klinge nie wie ein Hitzkopf. In der Tat scheint die Vorstellung des Generationskonflikts in der kreativen Musik heute eine kuriose Idee zu sein. Dieses Trio weise darauf hin.
Nach Ansicht von Dan Bilavsky, der das Album in All About Jazz rezensierte, sei Zeitlins Gruppe mit dem Bassisten Buster Williams und dem Schlagzeuger Matt Wilson eines der spannendsten, raffiniertesten und kreativsten Trios der Szene. In diesen Zeiten [des Lockdowns] könne ein solches Set, das live im New Yorker Pianoraum Mezzrow von Spike Wilner aufgenommen wurde, als Erinnerung an die Tugenden der Kameradschaft, der Tiefe des Gefühls, der Stärke der Gestaltung und der Kunst des Lebens im Moment dienen. „Zeitlins Beherrschung und Kombination(en) zahlreicher musikalischer Sprachen, Williams’ elastische Resonanz und erdende Präsenz sowie Wilsons Charakter, seine Fähigkeiten hinsichtlich der Klangfarben und sein tadelloses Gefühl für Zeit und Groove bilden zusammen ein schönes Ganzes.“ Dieses Trio sei sowohl fest in seiner Konstitution als auch locker in seiner Arbeitsweise, resümiert Bilavsky; es sei einfach das Beste aus beiden Welten.
Die Redaktion von JazzTimes listete das Album auf Rang 31 der besten Neuveröffentlichungen des Jahres.

## Editorischer Hinweis
Nicht im Album enthalten, aber als Videomitschnitt des Zeitlin Trio-Engagements im Mezzrow präsentiert, erschien eine Version des Howard Dietz-Arthur Schwartz-Klassikers „You and the Night ans the Music“.